# Pseudopipra
Pseudopipra is een geslacht van zangvogels uit de familie manakins (Pipridae).

## Soorten
De volgende soort is bij het geslacht ingedeeld:
- Pseudopipra pipra – Witkruinmanakin
  - P. p. anthracina (Ridgway, 1906)
  - P. p. bolivari (Meyer de Schauensee, 1950)
  - P. p. minima (Chapman, 1917)
  - P. p. unica (Meyer de Schauensee, 1945)
  - P. p. pipra (Linnaeus, 1758)
  - P. p. coracina (Sclater, PL, 1856)
  - P. p. discolor (Zimmer, JT, 1936)
  - P. p. pygmaea (Zimmer, JT, 1936)
  - P. p. occulta (Zimmer, JT, 1936)
  - P. p. comata (von Berlepsch & Stolzmann,  1894)
  - P. p. microlopha (Zimmer, JT, 1929)
  - P. p. separabilis (Zimmer, JT, 1936)
  - P. p. cephaleucos (Thunberg, 1822)